# André Gaboriaud
André Gaboriaud, född 1 maj 1895 i Gémozac, död 23 november 1969 i Meschers-sur-Gironde, var en fransk fäktare.
Gaboriaud blev olympisk silvermedaljör i florett vid sommarspelen 1928 i Amsterdam.